# Chthonius ventalloi
Chthonius ventalloi es una especie de arácnido  del orden Pseudoscorpionida de la familia Chthoniidae. Presenta las subespecies Chthonius ventalloi cazorlensis y Chthonius ventalloi ventalloi.

## Distribución geográfica
Se encuentra en España.